# Krišjānis Valdemārs
Krišjānis Valdemārs (né le 2 décembre 1825 dans la paroisse de Ārlava en Lettonie – mort le 7 décembre 1891 à Moscou dans l'Empire russe) est un homme de lettres, éditeur et folkloriste letton. Après les études de droit à l'Université de Tartu (1855-1858) Valdemars partit pour Saint-Pétersbourg où il travaillait dans la rédaction des revues lettonnes St. Petersburgische Zeitung et Pēterburgas Avīze. Il effectuait les traductions et a créé un dictionnaire allemand-letton-russe. Il était membre de l'organisation des Jeunes Lettons et l'un des fondateurs de la première École de la marine du pays à Ainaži (1864). Avec Fricis Brīvzemnieks et Krišjānis Barons il constituait la collection de chants traditionnels lettons Dainas.
Dans les années 1920, son nom avait été donné à un brise-glace letton qui a coulé endommagé par une mine pendant la Seconde Guerre mondiale, le 28 août 1941. L'une des rues dans le centre-ville de Riga porte également son nom. Valdemars est inhumé au Grand cimetière de Riga.